# Muamer Zukorlić

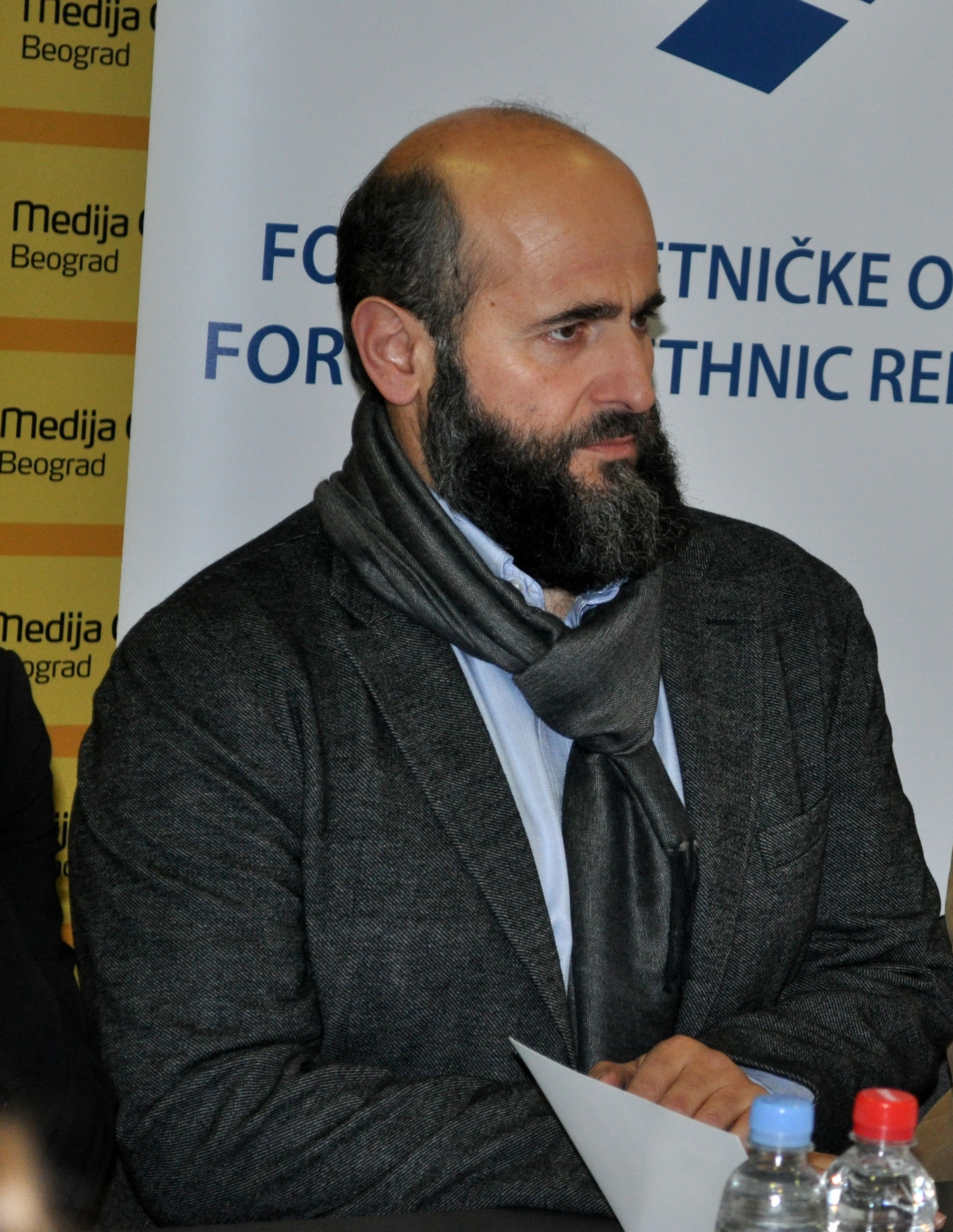
Muamer Zukorlić (2016)

Muamer Zukorlić (serbisch-kyrillisch Муамер Зукорлић; * 15. Februar 1970 in Orlje, Tutin, Jugoslawien; † 6. November 2021 in Novi Pazar, Serbien) war ein serbischer Politiker. Er war Vizepräsident der Nationalversammlung Serbiens und Präsident der Partei für Gerechtigkeit und Versöhnung (Stranka Pravde i Pomirenja, SPP). Er war Mufti des Sandschak und der Präsident der Islamischen Gemeinschaft in Serbien.

## Leben
Seine Ausbildung absolvierte er an der Gazi-Husrev-Beg-Medrese in Sarajevo. Er graduierte am Scharia-Department der Islamischen Fakultät in Constantine, Algerien. Weitere Studien führten ihn in den Libanon.
Im Jahr 1994 wurde Zukorlić im Alter von 23 Jahren als Mufti von Novi Pazar eingesetzt. Hinter der Auswahl werden politische Gründe vermutet. Zukorlić war zu der Zeit ein Mitglied der bosniakisch-nationalistischen Partei der demokratischen Aktion (SDA), genoss allerdings nicht die Unterstützung des Vorsitzenden der SDA im Sandžak, Sulejman Ugljanin, der laut Zukorlić lieber Adem Zilkić als Mufti installiert hätte. Der Konflikt zwischen den beiden Seiten hält an: Seit 2007 gibt es zwei landesweite Körperschaften der Muslime in Serbien: die Islamska zajednica u Srbiji (IzuS) mit Sitz in Novi Pazar, an deren Spitze Zukorlić stand und die Islamska zajednica Srbije (IZS; „Islamische Gemeinschaft Serbiens“) mit Sitz in Belgrad, an deren Spitze Sead Nasufović steht. Ob Zukorlić ordentlich vom zuständigen Meschihat (Rat) zum Mufti gewählt oder schlicht vom damaligen reis-ul-ulema von Sarajevo, Mustafa Cerić, eingesetzt wurde, ist zwischen den beiden Fraktionen umstritten. Angeblich wollte Cerić mit der Einsetzung Zukorlićs, der für eine enge Anbindung an die islamische Gemeinde Bosniens stand, den Einfluss des damaligen Muftis von Belgrad, Hamdija Jusufspahić, der für die Unabhängigkeit der serbischen Muslime von jener eintritt, schwächen.
Zukorlić wirkte an der Gründung der Internationalen Universität in Novi Pazar mit und war deren erster Rektor, außerdem war er der erste Dekan der Islamischen Fakultät. Des Weiteren war er der erste Chefredakteur der islamischen Monatszeitung Glas Islama („Stimme des Islam“), einer der Gründer des Verlagshauses El Kelimeh. Er gehörte auch dem Rijaset (Exekutivorgan) der islamischen Gemeinschaft in Bosnien und Herzegowina an, den die in der IzuS organisierte islamischen Gemeinschaft im Sandžak, anders als ihr IZS-Zweig, als übergeordnet anerkennt.
2004 setzte sich Zukorlić im Namen seiner Glaubensgemeinschaft vergeblich gegen die Einführung eines Gedenktages für Sava von Serbien an den staatlichen Schulen ein. 2006 gehörte Zukorlić zu den Unterzeichnern eines offenen Briefs islamischer Gelehrter an Papst Benedikt XVI. nach dessen Regensburger Rede. Er war einer der 138 Unterzeichner des offenen Briefes Ein gemeinsames Wort zwischen Uns und Euch (englisch A Common Word Between Us & You), den Persönlichkeiten des Islam an „Führer christlicher Kirchen überall“ (engl. „Leaders of Christian Churches, everywhere …“) sandten (13. Oktober 2007).
Zukorlić kandidierte 2012 bei der Präsidentschaftswahl in Serbien. Dies galt als Zeichen für eine stärkere und bessere Vertretung der serbischen Bosniaken. Die Räte (Meschihat) der islamischen Gemeinschaften im Sandžak, in Kroatien und in Slowenien werden der islamischen Gemeinschaft in Bosnien-Herzegowina und mithin der Volksgruppe der Bosniaken zugerechnet. Als sich Zukorlić als Präsidentschaftskandidat in Serbien explizit gegen Separationsbestrebungen im Sandžak aussprach, brachte die Boulevardzeitung Blic eine Karikatur, die ihn im Gewand eines serbisch-orthodoxen Priesters zeigte. Der darauffolgende Aufruhr zwang die Zeitung zu einer Entschuldigung. Das politische Engagement Zukorlićs blieb umstritten, auch innerhalb der islamischen Gemeinde.
Um die Liste der Bosniakischen Demokratischen Gemeinschaft des Sandschaks (Bošnjačka Demokratska Zajednica Sandžaka, BDZS) bei den Parlamentswahlen in Serbien anzuführen, trat er 2016 als Mufti des Sandschaks zurück. Seitdem nahm er innerhalb der Islamischen Gemeinschaft eine beratende Rolle ein. Am 24. Juni 2016 wurde er zum Präsidenten des Ausschusses der Versammlung Serbiens für Bildung, Wissenschaft, technologische Entwicklung und Informatikgesellschaft ernannt. Am 23. Dezember 2017 änderte die Bosniakische Demokratische Gemeinschaft des Sandschaks (Bošnjačka Demokratska Zajednica Sandžaka, BDZS) ihren Namen in Partei für Gerechtigkeit und Versöhnung (Stranka Pravde i Pomirenja, SPP) um. Am selben Tag wurde Zukorlić zum Präsidenten der Partei gewählt. Mit der Partei nahm er auch bei den Parlamentswahlen 2020 teil, bei der die Partei für Gerechtigkeit und Versöhnung vier Sitze in der Nationalversammlung Serbiens gewann. Am 22. Oktober 2020 wurde Zukorlić zum Vizepräsidenten der Nationalversammlung Serbiens ernannt.
2019 trat er zur Wahl des Großmuftis der Islamischen Gemeinschaft in Bosnien und Herzegowina an. Sein Gegenkandidat war der amtierende Großmufti und spätere Sieger der Wahl Husein Kavazović.
Zukorlić starb am 6. November 2021 im Alter von 51 Jahren an einem Herzinfarkt.

## Sonstiges
- Neben seiner Muttersprache sprach er unter anderem Arabisch, Türkisch und Englisch.
- Neben der serbischen besaß er die bosnische Staatsbürgerschaft.

### Video
- Muftija Muamer Zukorlic über Terror und Islam (mit deutschen Untertiteln) auf YouTube